# أفلام بعد حلول الظلام
شركة أفلام بعد حلول الظلام After Dark Films هي شركة أفلام رعب أمريكة أسسها كورتني سولومون. كما تنظم الشركة سنويا مهرجان أفلام رعب هو «مهرجان رعب بعد حلول الظلام» After Dark Horrorfest، والذي يسمى أيضا «ثمانية أفلام للموت من أجلها» 8 Films to Die For. أقيم هذا المهرجان للمرة الأولى في عام 2006.

## روابط خارجية
- أفلام بعد حلول الظلام على موقع IMDb (الإنجليزية)